# Algorfa
Algorfa község Spanyolországban, Alicante tartományban. Lakosainak száma 3684 fő (2024). Algorfa Almoradí, Benejúzar, Orihuela, Rojales és Los Montesinos községekkel határos.

## Népesség
A település lakosságának változását az alábbi diagram mutatja:
| Lakosok száma | 1507 | 1956 | 2914 | 4346 | 4625 | 3799 | 3222 | 2935 | 3396 | 3684 |
|               | 2001 | 2004 | 2006 | 2009 | 2011 | 2014 | 2016 | 2019 | 2021 | 2024 |